# Juan Carlos Portantiero
Juan Carlos Portantiero (Buenos Aires, 1934 - Buenos Aires, 9 mars 2007) était un sociologue argentin spécialisé dans l'étude des travaux d'Antonio Gramsci.
Il a reçu un diplôme en sociologie de l'Université de Buenos Aires (UBA). Il s'est exilé pendant le gouvernement militaire (1976-1983) en raison des menaces reçues. Il a émigré au  Mexique, où il a fondé le journal « Controversia ».
Après le retour de la démocratie, il devint l'un des universitaires argentins les plus respectés et a eu une influence directe sur la politique en tant que conseiller du président radical Raúl Alfonsín et membre d'Unión Cívica de l'équipe de conseillers a doublé Grupo Esmeralda.
Il a été élu doyen de l'école des sciences sociales de l'Université de Buenos Aires (1990-1998).

## Quelques publications
- Estudios sobre los orígenes del peronismo (« Études sur les origines du péronisme », 1970), avec Miguel Murmis
- Los orígenes de la sociología clásica (« Les origines de la sociologie classique », 1978)
- Estudiantes y política en América Latina (« étudiants et politique en Amérique latine », 1978)
- Estado y sociedad en el pensamiento clásico (« État et société dans la pensée classique », 1985)
- Ensayos sobre la transición democrática en la Argentina (« essais sur la transition démocratique en l'Argentine », 1987)